# Louise Bager Due
Louise Bager Due (tidligere Bager Nørgaard) (født 23. april 1982 i Dronninglund) er en tidligere dansk håndboldmålmand, som senest spillede for Viborg HK.
Før sit karrierestop spillede hun for Viborg HK, som hun kom til i 2001 fra LSU Sæby. Inden da spillede hun for barndomsklubben Hjallerup IF. I Viborg HK har bl.a. vundet DM i både 2002, 2004 og 2006. Internationalt vandt hun sammen med klubben EHF Cup i 2004 og Champions League i 2006. Hun har spillet mere end 25 landskampe og har været med til at vinde EM guld i 2002 og OL guld i 2004.